# Rosa minutifolia
Rosa minutifolia (шипшина дрібнолиста) — вид рослин з родини розових (Rosaceae); поширений у Каліфорнії (США) й Нижній Каліфорнії (Мексика).

## Опис
Кущ, утворює густі низькі зарості. Стебла зазвичай прямовисні, (3)5–12(15) дм; дистальні гілки запушені або голі; міжвузлові колючки від рідкісних до звичайних. Листки 1.5–2.5 см; прилистки 3.5–4 × 1.5–2 мм, краї цілі або зубчасті з залозами, поверхні запушені; листочків 5–7, ніжки 1–4 мм, пластинки овальні, субкулясті чи оберненояйцюваті, 3–7 × 2–6 мм, краї глибоко 1 - або багатолопатеві, зазвичай залозисті, верхівки від гострих до тупих, низ запушений (особливо на жилках), верх тьмяний, іноді запушений. Суцвіття 1(3)-квіткові. Квітки діаметром 2.5–3 см; чашолистки розлогі, 8–12 × 2–4 мм, кінчик 4–6 × 1–1.5 мм; пелюстки зазвичай рожеві до світло-рожевих, іноді білі, 10–15(20) × 9–14 мм; тичинок 45. Плоди шипшини темно-червонувато-пурпурові, субкулясті, 5–7 × 5–7 мм. Сім'янки 6–16, темні, 3.5–4 × 1.5–2 мм. 2n = 14.
Період цвітіння: березень — липень.

## Поширення
Поширення: Каліфорнія — США, Нижня Каліфорнія — Мексика.
Населяє сухі наноси, чагарники, трав'янисті місцевості, кам'янисті схили пагорбів; 0–200 м.